# Вакамотохару Минато
Вакамотохару Минато (яп. 若元春 港, настоящее имя – Минато Онами; род. 5 октября 1993, Фукусима, Япония) — японский профессиональный сумоист. Высший ранг за карьеру – сэкивакэ. Выступает за хэя Арасио.
Дебютировав в профессиональном сумо в ноябре 2011 года, он достиг высшего дивизиона макуути в январе 2022 года. Вакамотохару является родным братом сумоистов Вакатакамото и Вакатакакагэ.

## Семья
Происходит из сумоистской семьи. Средний из трёх братьев Онами и внук комусуби Вакабаямы (урожденного Ивахиры Садао), выступавшего в 1940—1960-х гг. Сын Масаси Онами, известного под сиконой Вакасинобу, но никогда не поднимавшегося выше дивизона макусита. Является средним братом в семье Вакатакамото и Вакатакакагэ. Свою сикону трое братьев получили от Оютаки, тренера в хэя Арасио, в честь трех сыновей даймё региона Тюгоку Мори Мотонари – Такамото, Мотохару и Такакагэ. Согласно японской притче «Урок о трёх стрелах» (которая впоследствии стала известна за пределами Японии и обрела множество вариаций), отец сначала попросил каждого из братьев сломать по стреле, а затем попросил сломать три стрелы сразу, чем показал крепость братского союза. Первая часть сиконы (若, то есть Вака) означает «молодость» и была дана братьям в честь их отца и деда. Но эта сикона была не первой для Минато Онами: он начинал выступать под именем Араонами, а с 2012 по 2017 выступал под сиконой Госи.
Судьба братьев в сумо сложилась по-разному. Старший, Вакатакамото, дошëл лишь до третьего профессионального дивизиона макусита, и его высшим рангом в дивизионе был седьмой. Вакатакакагэ и Вакамотохару стали 19-й парой братьев в истории сумо, которые достигли высшего профессионального дивизиона, причëм младшему из братьев, Вакатакакагэ, удалось это сделать быстрее – он стал маэгасирой в ноябре 2019. Вакамотохару поднялся в макуути только в январе 2022 года.
В ноябре 2020 года женился после трех лет отношений. В мае 2022 года у пары родилась дочь.

## Карьера сумотори
В ноябре 2011 года пришëл в профессиональное сумо, выступал с сиконой Араонами. В январе 2012 года сменил сикону на Госи. Под этим именем выиграл турнир в дивизионе дзёнокути, низшем профессиональном дивизионе, показав идеальный результат 7-0. Лишь в мае 2017 года сменил сикону на Вакамотохару, вслед за братьями. 
Вакамотохару очень долго не мог пройти третий дивизион макусита – он боролся здесь с 2013 по 2020 год. Хотя в январе 2019, выиграв лигу со счетом 7-0, он перешëл во второй дивизион дзюрё, но в первом же турнире в новой лиге проиграл, показав результат 5-10, и снова вылетел в дивизион макусита. В сентябре-ноябре 2019 года ситуация повторилась: вновь выйдя в дзюрё, Вакатакамото показал статистику 5-10 и снова оказался в макусита.
В ноябре 2019 оказался в центре внимания из-за медийного скандала вместе со своим товарищем Аби – тогда в Instagram-аккаунте Аби появилось изображение связанного Вакамотохару с заклеенным ртом, что было расценено Японской Ассоциацией сумо как намëк на инцидент 2007 года в хэя Токицукадзэ и другие случаи издевательств внутри хэя. В итоге оба сумотори были вынуждены приносить извинения за «пранк», а сумоистское руководство запретило им вести персональные соцсети.
С марта 2020 года Минато удалось закрепиться во втором по силе и значимости дивизионе. Он не проигрывал, но и не мог показать победных результатов, поэтому оставался в лиге вплоть до ноябрьского турнира 2021 года. В ноябре 2021, показав статистику 11-4, сменил «прописку» и поднялся в высший дивизион профессионального сумо макуути, где уже выступал его младший брат Вакатакакагэ.
В январе 2022 года впервые выступил в высшем дивизионе в ранге маэгасиры #15 востока, зафиксировал катикоси 9-6. Благодаря неплохому результату в марте был повышен до маэгасиры #9 запада. В марте 2022 зафиксировал аналогичный счëт и был повышен до маэгасиры #6. В мае 2022 года в третий раз подряд зафиксировал результат 9-6 и был повышен на позицию маэгасиры #4. В ноябре 2022 года снова зафиксировал хороший счет – на этот раз 10-5 – и поднялся в санъяку (категория высших рангов в сумо), став комусуби. После успешного выступления на мартовском турнире 2023 года (статистика 11-4) был повышен в ранге до сэкивакэ. К турниру Нацу басё в мае 2023 года у Вакамотохару было 20 побед за последние 2 турнира, поэтому, при достижении показателя в 13 выигранных схваток он мог претендовать на повышение в ранг одзэки. Он завершил турнир со счетом 10-5, но при этом был отмечен за техническое мастерство и получил первый в своей карьере специальный приз — гино-сё. В июле 2023 года снова претендовал на повышение в ранг одзэки, ему необходимо было добиться 12 побед, однако турнир Вакамотохару окончил со статистикой 9-6.
15 января 2024 года, во второй день турнира Хацу басё, победил ёкодзуну Тэрунофудзи и получил первую в своей карьере «золотую звезду» (кимбоси). На том же турнире, который Вакамотохару завершил со статистикой 10-5, он был премирован сюкун-сё — призом за выдающееся выступление.
На турнире в мае 2024 года впервые пропустил несколько боев в высшей лиге. В пятый день турнира он травмировал большой палец правой ноги и вынужден был сняться с турнира, но вернулся на 10-й день. Чтобы сохранить ранг сэкивакэ ему нужно было одержать 5 побед, то есть, выиграть каждый бой в оставшиеся пять дней, однако Вакамотохару не справился с этой задачей, выиграв один поединок и потерпев четыре поражения. В июле 2024 года на турнире Нагоя басё показал статистику 6-9, таким образом, впервые в высшем дивизионе зафиксировал два макэкоси (преобладание поражений над победами) подряд. На сентябрьском и ноябрьском турнире дважды зафиксировал катикоси со статистикой 11-4, заслужив возвращение в ранг сэкивакэ.

## Стиль боя
Во время боя Вакамотохару предпочитает использовать захват маваси (пояса) врага, а не полагаться на толчки и давление. Его излюбленным хватом является хидари-йоцу, при котором левая (хидари) рука проходит под правой противника. Наиболее частым победным приëмом (кимаритэ) для Вакамотохару является ёрикири (вытеснение за круг при обоюдном захвате).

## Результаты
| Год в сумо | Январь Хацу басё, Токио                        | Март Хару басё, Осака    | Май Нацу басё, Токио       | Июль Нагоя басё, Нагоя    | Сентябрь Аки басё, Токио  | Ноябрь Кюсю басё, Фукуока                         |
| --- | ---------------------------------------------- | ------------------------ | -------------------------- | ------------------------- | ------------------------- | ------------------------------------------------- |
| 2011 | x                                              | x                        | x                          | x                         | x                         | (Маэдзумо)                                        |
| 2012 | Дзёнокути #15 востока 7–0                      | Дзёнидан #10 запада 5–2  | Макусита #78 востока 6–1   | Макусита #20 востока 3–4  | Макусита #39 востока 6–1  | Макусита #54 востока 2–5                          |
| 2013 | Сандаммэ #19 запада 3–4                        | Сандаммэ #34 востока 6–1 | Макусита #45 востока 3–1–3 | Макусита #55 востока 7–0  | Макусита #7 востока 2–5   | Макусита #19 востока 2–5                          |
| 2014 | Макусита #36 запада 3–4                        | Макусита #43 запада 4–3  | Макусита #37 востока 4–3   | Макусита #29 запада 3–4   | Макусита #37 запада 3–4   | Макусита #46 запада 3–4                           |
| 2015 | Макусита #55 востока 3–4                       | Сандаммэ #6 запада 6–1   | Макусита #33 запада 3–4    | Макусита #44 востока 5–2  | Макусита #28 запада 2–5   | Макусита #46 востока Пропустил из-за травмы 0–0–7 |
| 2016 | Сандаммэ #26 запада 5–2                        | Сандаммэ #1 запада 6–1   | Макусита #29 востока 4–3   | Макусита #22 запада 4–3   | Макусита #16 запада 4–3   | Макусита #12 запада 4–3                           |
| 2017 | Макусита #8 востока 4–3                        | Макусита #5 запада 3–4   | Макусита #9 запада 3–4     | Макусита #14 востока 3–4  | Макусита #18 запада 5–2   | Макусита #12 востока 4–3                          |
| 2018 | Макусита #6 запада 3–4                         | Макусита #12 востока 4–3 | Макусита #10 востока 5–2   | Макусита #4 запада 2–5    | Макусита #14 запада 5–2   | Макусита #7 востока 4–3                           |
| 2019 | Макусита #3 запада 7–0                         | Дзюрё #10 запада 5–10    | Макусита #1 запада 3–4     | Макусита #5 запада 5–2    | Макусита #11 востока 6–1  | Дзюрё #11 запада 5–10                             |
| 2020 | Макусита #1 запада 6–1                         | Дзюрё #11 запада 8–7     | Отмена басё 0–0–15         | Дзюрё #8 запада 9–6       | Дзюрё #3 востока 6–9      | Дзюрё #6 запада 8–7                               |
| 2021 | Дзюрё #5 востока Пропустил из-за травмы 0–0–15 | Дзюрё #6 востока 6–9     | Дзюрё #9 востока 9–6       | Дзюрё #3 востока 7–8      | Дзюрё #3 востока 8–7      | Дзюрё #1 запада 11–4                              |
| 2022 | Маэгасира #15 востока 9–6                      | Маэгасира #9 запада 9–6  | Маэгасира #6 запада 9–6    | Маэгасира #4 востока 6–9  | Маэгасира #6 востока 10–5 | Маэгасира #4 востока 10–5                         |
| 2023 | Комусуби запада 9–6                            | Комусуби востока 11–4    | Сэкивакэ запада 10–5 Т     | Сэкивакэ запада 9–6       | Сэкивакэ запада 9–6       | Сэкивакэ запада 6–9                               |
| 2024 | Маэгасира #1 востока 10–5 ★В                   | Сэкивакэ #1 запада 9–6   | Сэкивакэ #1 востока 4–8–3  | Маэгасира #2 востока 6–9  | Маэгасира #3 запада 11–4  | Комусуби востока 11–4                             |
| 2025 | Сэкивакэ востока 6–9                           | Маэгасира #1 запада 9–6  | Маэгасира #1 востока 7–8   | Маэгасира #1 запада 6–9 ★ | Ещё не состоялся          | Ещё не состоялся                                  |
| Результат приведен как победил-проиграл-снялся Победа Малый кубок Отставка Не выступал в макуути Специальные призы: Д=За боевой дух (Канто-сё); В=За выдающееся выступление (Сюкун-сё); Т=За техническое совершество (Гино-сё) Ещё показаны: ★=Кимбоси; P=Участие в дополнительном финале Лиги: Макуути — Дзюрё — Макусита — Сандаммэ — Дзёнидан — Дзёнокути Ранги макуути: Ёкодзуна — Одзэки — Сэкивакэ — Комусуби — Маэгасира |                                                |                          |                            |                           |                           |                                                   |